# キャメロン・ウィネット
キャメロン・ウィネット（Cameron Winnett、2003年1月7日 - ）は、ウェールズのラグビーユニオン選手。ユナイテッド・ラグビー・チャンピオンシップのカーディフに所属している。

## 経歴
カーディフのアカデミーを経て、2021-22ヨーロピアンラグビーチャンピオンズカップの第2節ハーレクインズ戦に先発出場し、トライを決め、カーディフデビューを果たした。2021-22ユナイテッド・ラグビー・チャンピオンシップのシーズン最終戦、ベネットン戦で、同大会デビューも果たす。
2022年にU20ウェールズ代表に選出され、U20シックス・ネーションズの2022年大会・2023年大会とも全試合出場した。
2024年にはウェールズ代表に選出され、2024年2月3日のシックス・ネーションズのスコットランド代表戦で先発出場し、代表初キャップを得る。